# Barthélémy Larochelle
Barthélémy Larochelle, manchmal auch La Rochelle, (* 15. November 1748 in Paris; † 9. April 1808 ebenda), war ein französischer Schauspieler.
Larochelle war Sohn eines Kochs; erste schauspielerische Erfahrungen sammelte er wahrscheinlich in der Provinz. Er trat erstmals in Versailles, im Théâtre Montansier, in größerem Rahmen in Erscheinung. Im Jahr 1782 debütierte er dann als David in Michel Barons Komödie L’Andrienne an der Comédie-Française. Erst fünf Jahre später, im Jahr 1787, wurde er in die Société de la Comédie-Française aufgenommen, da die großen Komödianten, Dazincourt, Dugazon und Préville, noch aktiv waren. Das erreichte Larochelle nur, weil er 1786 eine Petition, mit 23 Unterschriften, der übergeordneten Behörde überreichte, die der Aufnahme dann im darauffolgenden Jahr zustimmte.
Seine Bühnenpräsenz war außerordentlich. Er konnte mit seinem Talent für ausdrucksstarke Mimik und Gestik, seiner Stimme das Publikum begeistern, auch wenn ihm eine leichte Nachlässigkeit in der Aussprache vorgeworfen wurde. Er nahm sich auch die Freiheit, von den vorgegebenen Texten abzuweichen, was ihm teilweise als Nachlässigkeit in der Kenntnis der Rollen vorgeworfen wurde. Larochelle spielte überwiegend in Komödien, in denen er den Schurken oder den unverschämten Diener gab. Berühmt war auch sein Talent für ausländische Akzente, vor allem des Englischen.
Im Jahr 1793, während der Terrorherrschaft, wurde er, wie die meisten seiner Kollegen, verhaftet, kam aber wenig später wieder frei. Da die Comédie, als Theater des Königs, aufgelöst wurde, suchte er sich ein neues Engagement, erst im Théâtre Feydeau und später im Théâtre Louvois. Als die Comédie 1799 wieder zusammenfand, nahm er das ihm zustehende Engagement auch sofort an. Dort spielte er bis zu seinem Tod, im Jahr 1808. Schon zwei Jahre vor seinem Tod zeichneten sich gesundheitliche Probleme ab. Er starb plötzlich und unerwartet, 57-jährig, an einem Aneurysma.